# 恩菲爾德鎮足球會
恩菲爾德鎮足球會（Enfield Town F.C.）是一支位於英格蘭大倫敦恩菲爾德鎮的職業足球會，目前於英格蘭足球南部聯賽甲組中部角逐。

## 外部連結
- Official website （页面存档备份，存于）
- Enfield Town@Football Club History Database